# Cervello (alimento)

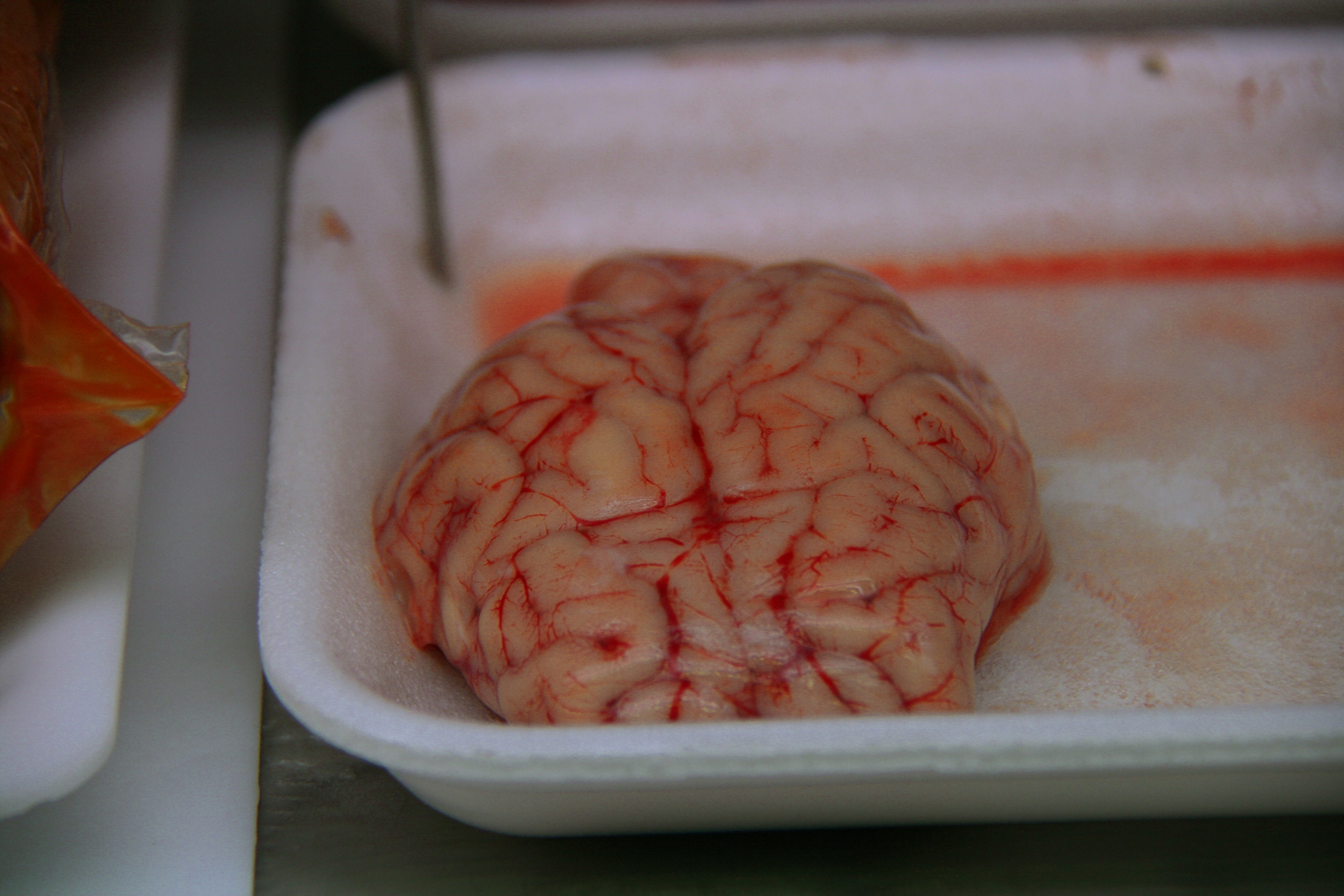
Cervello ovino in vendita a Madrid

Il cervello (o le cervella) è un alimento umano proveniente dalla macellazione degli animali. I cervelli di vari mammiferi sono normalmente consumati come cibo, e vengono classificati tra le frattaglie.
Il consumo di cervello viene a volte utilizzato nella fiction come elemento "forte" o decisamente raccapricciante.

## Utilizzo

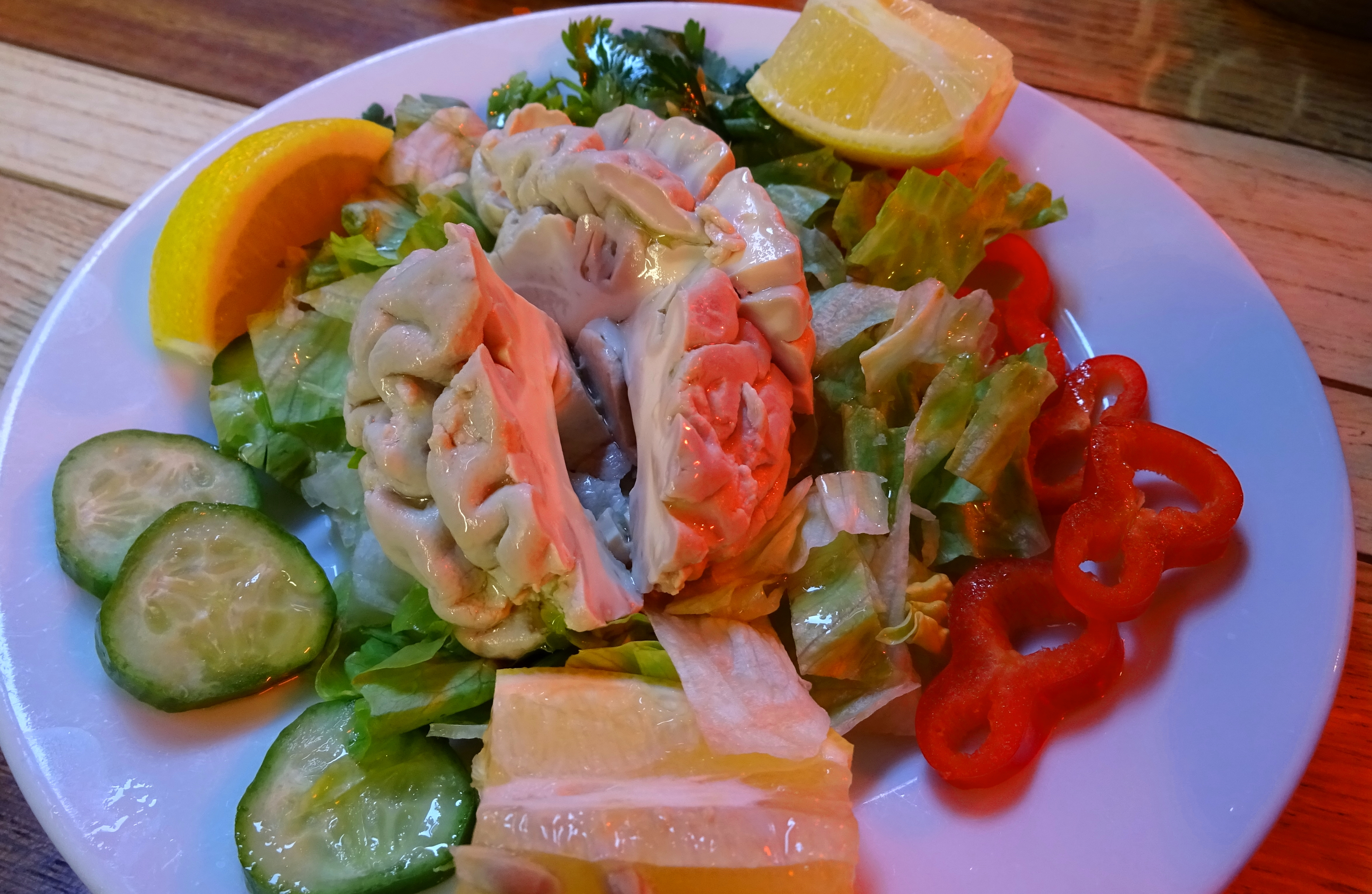
Beyin salata (antipasto) a base di cervello (Istanbul)

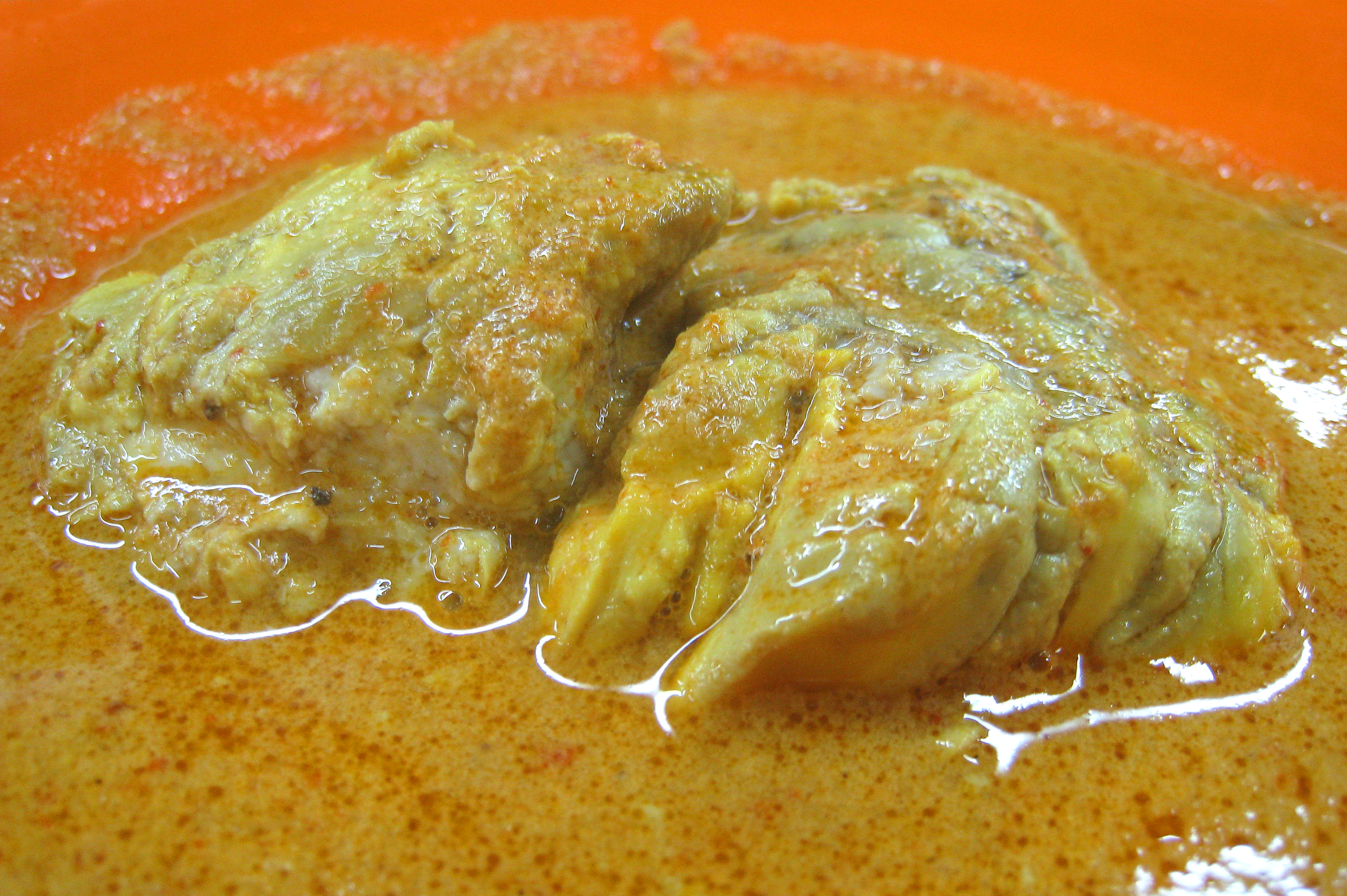
Gulai otak, cervello di bovino al curry (Indonesia)

Il cervello, in genere, prima dell'ulteriore preparazione culinaria, viene sbollentato e poi pulito liberandolo dalla membrana esterna.

In varie zone del mondo il cervello è un apprezzato alimento umano; nella cucina francese esiste per esempio la ricetta del cervelle de veau (cervella di vitello), in Messico i tacos de sesos e una delle specialità della cucina Indonesiana sono il gulai otak, ovvero cervella servite in una salsa a base di latte di cocco. Piatti a base di cervello fanno parte della cucina tradizionale di varie regioni italiane, come l'Emilia-Romagna, la Liguria, la Toscana (cervello alla fiorentina), il Piemonte (nel fritto misto alla piemontese) o  la Lombardia; spesso si tratta di fritture. 

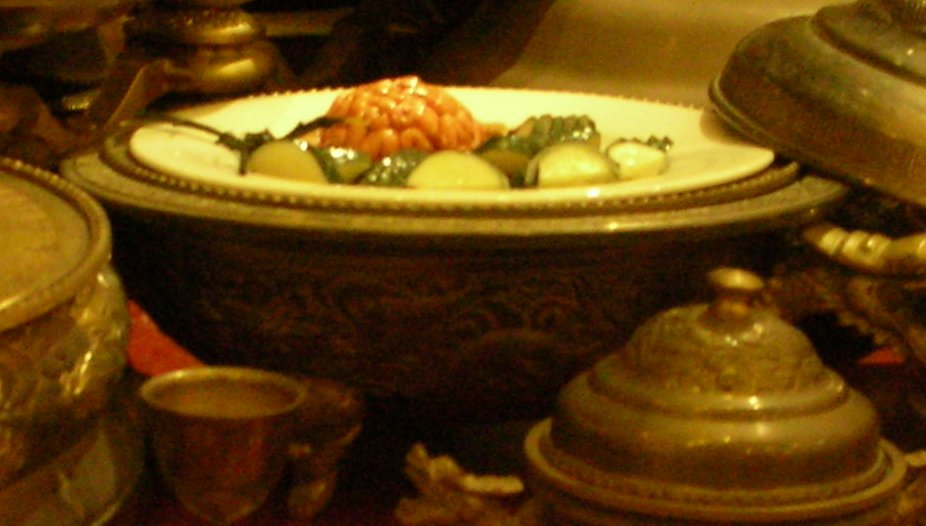
Riproduzione in resina di un piatto a base di cervello di scimmia (Hong Kong)

## Valori nutrizionali
Il cervello è una delle frattaglie più ricche di colesterolo e, nel caso del cervello bovino, si superano i 2.000 mg per 100 grammi di parte edibile (per confronto nel fegato bovino il contenuto di colesterolo è inferiore ai 400 mg/100 g). Va però ricordato che il colesterolo introdotto con l'alimentazione è biodisponibile solo in parte.
La tabella che segue riporta il valore energetico e la composizione del cervello di vitello cotto (per 100 gr di parte edibile):
| Composizione | Unità di misura | Quantità |
| ------------ | --------------- | -------- |
| Acqua        | gr              | 76,89    |
| Proteine     | gr              | 11,48    |
| Grassi       | gr              | 9,63     |
| Carboidrati  | gr              | 0        |
| Calorie      | kcal            | 136      |
| Calcio       | mg              | 16       |
| Fosforo      | mg              | 385      |
| Ferro        | mg              | 1,67     |
| Sodio        | mg              | 156      |
| Potassio     | mg              | 214      |
| Colesterolo  | mg              | 3.100    |
| Vitamina B1  | mg              | 0,08     |
| Vitamina B2  | mg              | 0,2      |

## Malattie da prioni
Il consumo di cervella infetta può potenzialmente trasmettere malattie causate da prioni quali la encefalopatia spongiforme bovina, nota all'opinione pubblica come "morbo della mucca pazza".
Per contrastare la diffusione di tale malattia in alcuni paesi il consumo di cervello venne vietato per legge; ad esempio in Italia il Ministero della salute intervenne, con un'ordinanza del 27 marzo 2001 Misure sanitarie di protezione contro le encefalopatie spongiformi trasmissibili, vietando la vendita delle parti del bovino che interessano la colonna vertebrale, i gangli e il cervello. In seguito, con la regressione e poi la scomparsa della malattia dall'Europa, la possibilità di vendere (e consumare) cervella è stata ripristinata.
Un caso particolare tra questo genere di malattie è quello del kuru, un tempo diffuso tra alcuni gruppi etnici della Papua Nuova Guinea. Come causa della malattia è stata infatti individuata la pratica di un particolare tipo di cannibalismo definito "cannibalismo mortuario rituale", che prevede il consumo di alcuni organi dei defunti ed in particolare del loro cervello. Questo provoca, nel caso di presenza di prioni, la trasmissione della malattia a chi si sia cibato del cervello infetto.